# Вера Нешић
Вера Нешић (Крагујевац, 15. мај 1959 — Финикс, 10. јануар 2011) била је српска певачица.

## Биографија
Вера је још од раног детињства показивала велико интересовање за музику, наступала је на школским приредбама и градским манифестацијама. Први албум снимила је 1987. и тако започела своју дугогодишњу каријеру. Вера Нешић је остала упамћена највише по извођењу старих народних српских песама "двојки" али је такође снимала и севдалинке, модерну и новокомпоновану фолк музику као и поп баладе. Албумом из 1988. године доживела је врхунац популарности и одатле се могу издвојити хитови „А где смо ја и ти (Времена се мењају, успомене остају)“, „Потражићеш опет мене“, „Коме ноћас дајем сне“ и „Пролеће је, а ја сама“. Вера Нешић је учествовала на великом броју манифестација, церемонија и фестивала где је освајала много престижних награда и признања. Деведесетих година њена каријера наставља да се креће узлазном путањом стварајући многа велика дела попут песама "Без тебе јутро не свиће", "Волим, волим зашто да се крије", "Срећа са мном ратује", "Храбрим срце преболећу". Песма "У срцу моме живиш само ти" коју је снимила Беба Селимовић 1971, Вера је преснимила 1988-е и поново оживела. Њена песма "Заспала је Шумадија" проглашена је химном и симболом Шумадијског округа. Вера је 2001. снимила албум за Гранд продукцију док је свој последњи албум – Болујем објавила 2006. за Голд продукцију.
Остала је упамћена као велики хуманиста и добротвор који је одржао преко 100 хуманитарних концерата за болесна и стара лица. У једном од својих последњих интервјуа Вера је изјавила да је поносна и задовољна свиме што је током претходних година стекла и створила а најпоноснија тиме што се њено име никада није нашло на страницама жуте штампе и скандала. Преминула је од карцинома почетком 2011. године, у Финиксу, у Аризони.

## Фестивали
- 1988. Илиџа - Време брише све трагове
- 1988. Хит парада - Два сањара, два другара
- 1991. Шумадијски сабор - Видела сам Шумадију
- 1991. МЕСАМ - Ти си ми срце сломио
- 1992. Хит парада - Ко рано рани
- 1993. Моравски бисери - Субота увече
- 1994. Шумадијски сабор - Рођен да нанесеш бол, прва награда за интерпретацију
- 1995. Моравски бисери - Пробуди ме
- 1997. Шумадијски сабор - Не жури, животе
- 1998. Моравски бисери - Заспала је Шумадија
- 2000. Фестивал "Драгиша Недовић", Крагујевац - Стаде се цвијеће росом китити
- 2006. Фестивал "Драгиша Недовић", Врњачка Бања - Гладиоле

## Дискографија
Снимала је првенствено фолк музику.
- Потражићеш опет мене (1987)
- А где смо ја и ти (1988)
- Планула је љубав нова (1989)
- Вера Нешић 1991
- Вера Нешић 1993
- Вера Нешић и Злаја бенд (1994)
- Тражим пут ка срећи (1996)
- Кажите му зоре беле (1998)
- Хајде иди (2001)
- Болујем (2006)